# Брда (Будва)
Брда (чорн. Brda/Брда) — село (поселення) в Чорногорії, підпорядковане общині Будва. Населення — 0 мешканців (хоча й мешкає, неофіційно, кілька жителі в закинутих будинках)

## Населення
Динаміка чисельності населення (станом на 2003 рік):
- 1948 → 28
- 1953 → 33
- 1961 → 39
- 1971 → 21
- 1981 → 0
- 1991 → 0
- 2003 → 0